# 八条通
八条通（はちじょうどおり）は京都府京都市の主要な東西の通りの一つ。

## 概要
平安京の八条大路にあたる。東西はほぼ鴨川から桂川までを結ぶが、途中、御前通 - 千本通が東海道本線の線路で分断されている。京都駅の南側は4車線の大通りで、もともと太平洋戦争末期に疎開空地帯として作られた空地を転用したものである。駅周辺は東海道新幹線の開通によって発展した。かつては6車線だったが、2016年（平成28年）に京都市の京都駅八条口駅前広場整備事業のため4車線に減らされ、敷地が転用された。
2009年、河原町通の八条坊門立体交差事業が完成したのと同時期に、竹田街道から河原町間が4車線化された。

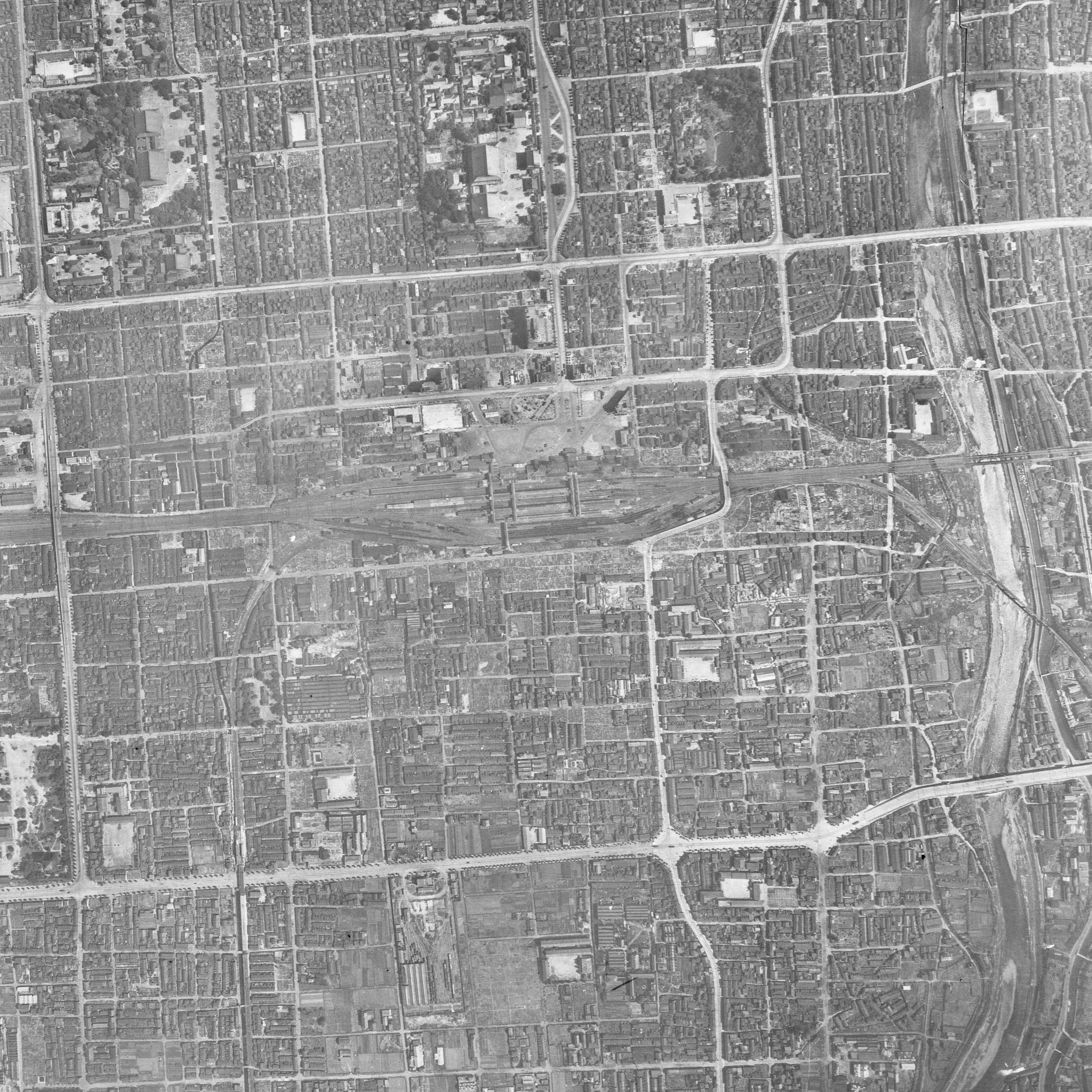
京都駅周辺の白黒空中写真（1946年10月）
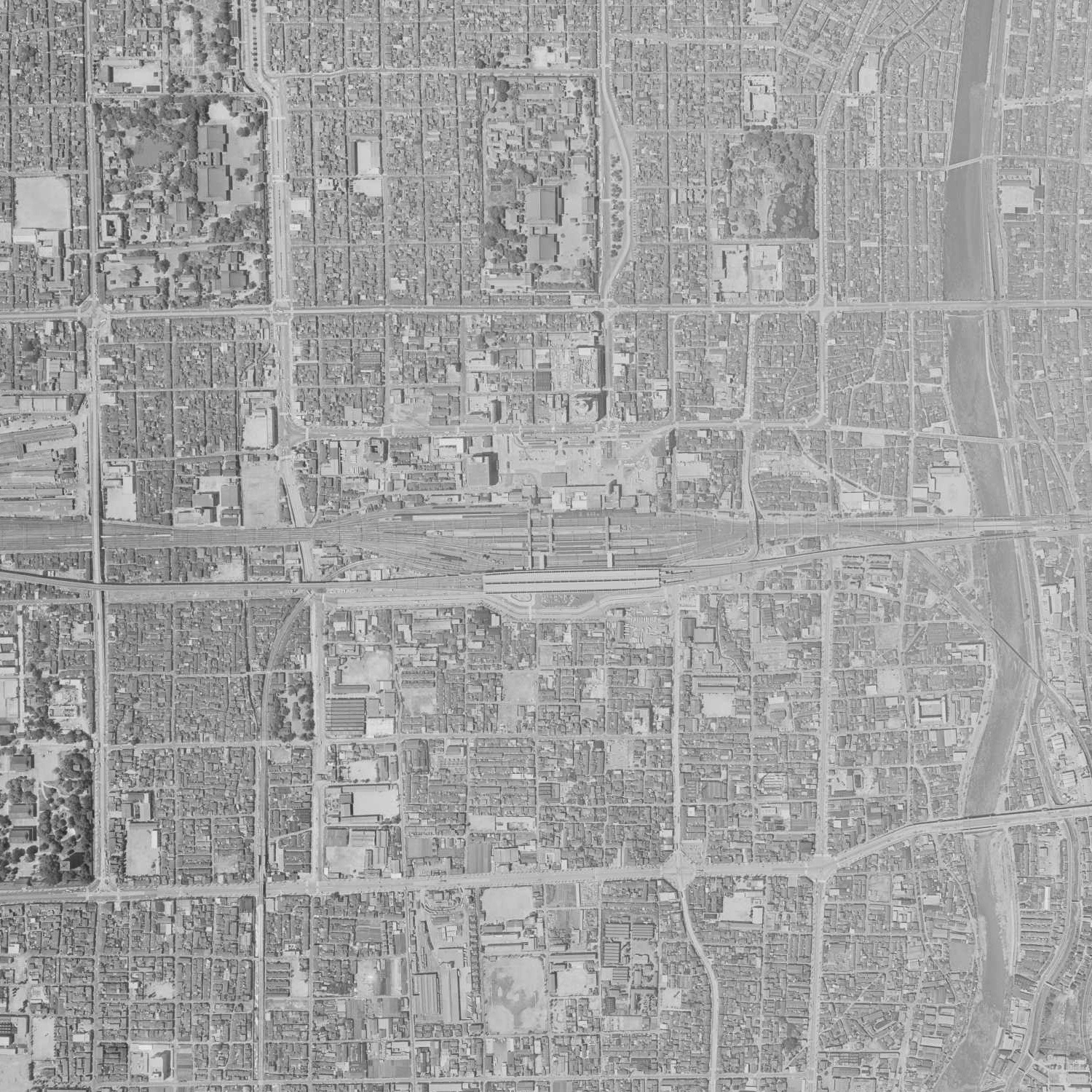
京都駅周辺の白黒空中写真（1967年5月）国土交通省 国土地理院 地図・空中写真閲覧サービスの空中写真を基に作成
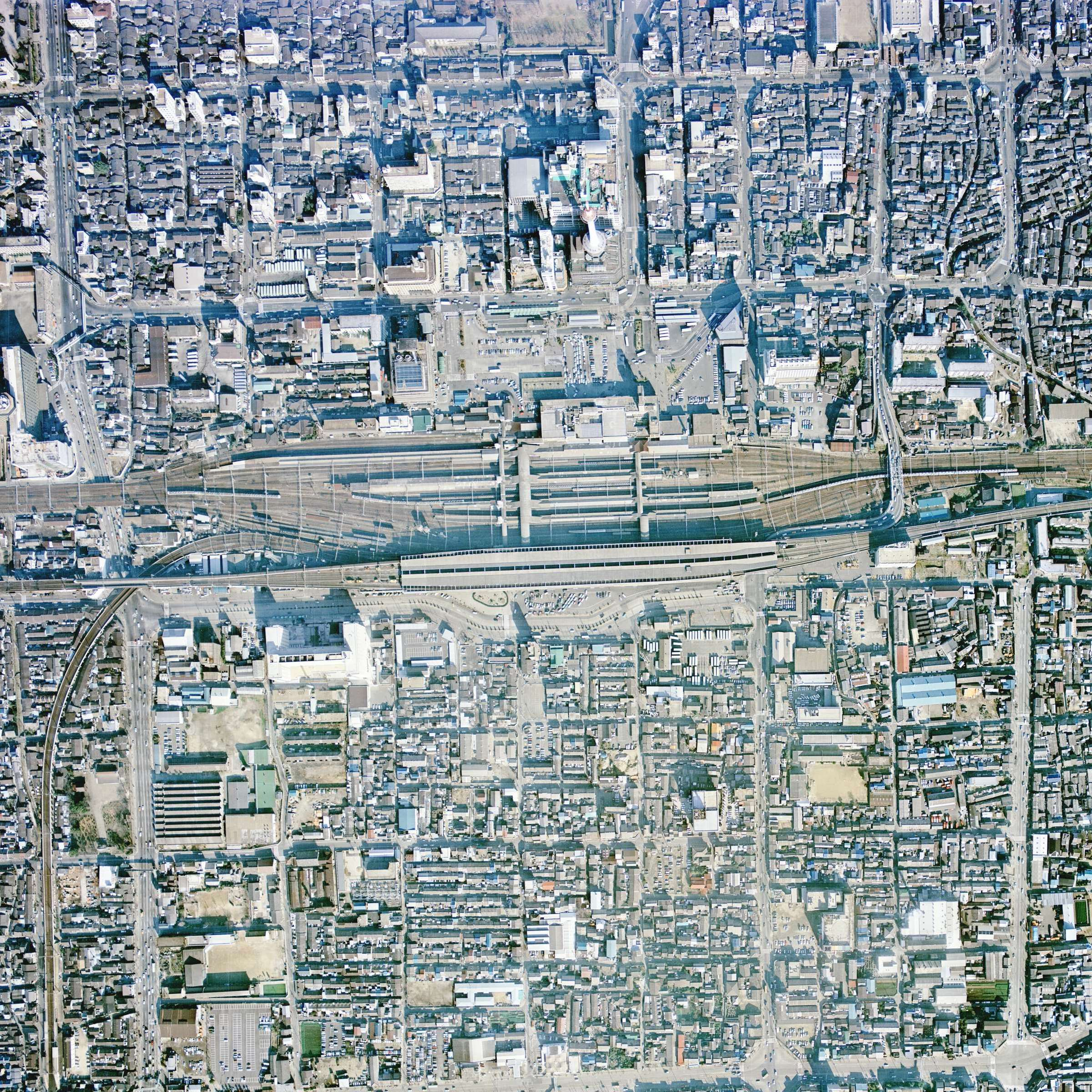
京都駅周辺のカラー空中写真（1975年1月）

## 交差する道路
- 交差する道路の特記がないものは市道。

| 交差する道路 北← 八条通 →南                        | 交差する道路 北← 八条通 →南            | 交差する場所 | 交差する場所     | 路線番号  |                  |
| -------------------------------------------------- | -------------------------------------- | ------------ | ---------------- | --------- | ---------------- |
| 国道24号 <河原町通>                                | 国道24号 <河原町通>                    | 下京区       | 河原町八条       | -         | 東↑ ∧八条通∨ ↓西 |
| 府道115号伏見港京都停車場線 <竹田街道>             | 府道115号伏見港京都停車場線 <竹田街道> | 下京区       | 竹田街道八条     | -         | 東↑ ∧八条通∨ ↓西 |
| - （京都駅八条口）                                 | [烏丸通>                               | 南区         |                  | -         | 東↑ ∧八条通∨ ↓西 |
| <油小路通>                                         | 国道1号 <油小路通>                     | 南区         | 八条油小路       | -         | 東↑ ∧八条通∨ ↓西 |
| 国道1号 <堀川通]                                   | 国道1号 <油小路通>                     | 南区         | 八条油小路       | -         | 東↑ ∧八条通∨ ↓西 |
| 府道114号七条大宮四ツ塚線 <大宮通>                 | 府道114号七条大宮四ツ塚線 <大宮通>     | 南区         | 大宮八条         | -         | 東↑ ∧八条通∨ ↓西 |
| <壬生通>                                           | <壬生通>                               | 南区         | 八条壬生         | -         | 東↑ ∧八条通∨ ↓西 |
| -                                                  | [千本通>                               | 南区         |                  | -         | 東↑ ∧八条通∨ ↓西 |
| 東海道本線                                         |                                        |              |                  |           | 東↑ ∧八条通∨ ↓西 |
| <御前通>                                           | <御前通>                               | 下京区       |                  | -         | 東↑ ∧八条通∨ ↓西 |
| 市道181号京都環状線 <西大路通>                     | 市道181号京都環状線 <西大路通>         | 下京区       | 西大路八条       | -         | 東↑ ∧八条通∨ ↓西 |
| 市道181号京都環状線 <西大路通>                     | 市道181号京都環状線 <西大路通>         | 下京区       | 西大路八条       | 府道142号 | 東↑ ∧八条通∨ ↓西 |
| <佐井通>                                           | <佐井通>                               | 下京区       | 八条春日（佐井） |           | 東↑ ∧八条通∨ ↓西 |
| <佐井通>                                           | <佐井通>                               | 南区         | 八条春日（佐井） |           | 東↑ ∧八条通∨ ↓西 |
| <葛野大路通>                                       | 市道184号宇多野吉祥院線 <葛野大路通>   | 葛野大路八条 |                  |           | 東↑ ∧八条通∨ ↓西 |
| 市道184号宇多野吉祥院線 <天神川通]                 | -                                      | 右京区       | 桂小橋           |           | 東↑ ∧八条通∨ ↓西 |
| <七条通]                                           | -                                      | 右京区       | 桂大橋           |           | 東↑ ∧八条通∨ ↓西 |
| 府道142号沓掛西大路五条線<山陰街道>桂・国道9号方面 |                                        |              |                  |           |                  |

## 沿道の主な施設
- 京都駅八条口
- 六孫王神社

若一神社 平清盛像

- 伏見稲荷大社の御旅所（八条通沿いではなく、2本南の東寺通沿い）
- 若一神社
- 桂小橋（天神川）
- 桂大橋（桂川）